# بوليفار (مسلسل)
بوليفار، الطريق إلى الحرية (بالإسبانية: Bolívar, una lucha admirable) هو مسلسل تلفزيوني كولومبي كتبته خوانا أوريبي وأنتجته شركة تلفزيون كاراكول في عام 2019 بالتعاون مع نتفليكس. ويستند المسلسل إلى حياة العسكري الفنزويلي سيمون بوليفار، وتم إصداره في 18 سبتمبر 2019. بطولة لويس جيرونيمو أبرو وخوسيه رامون باريتو.

## قصة المسلسل
الجندي سيمون بوليفار يوقظ رفاقه الذين تعبوا من الكفاح من أجل الاستقلال، قبل أن يعود إلى يوم زفافه في إسبانيا ومرة أخرى إلى طفولته. يتمتع سيمون الشاب بكل رفاهية حياة الكريولو إلى أن تموت والدته، ثم جده، تاركًا مستقبله في يد عمه الذي يريد أن يأخذ ثروة بوليفار. سيمون، الطفل النشط، يجد صعوبة في الاستجابة للوصاية التقليدية ويوضع تحت رعاية أحد المتمردين. مع بلوغه سن الرشد، انضم في البداية إلى الجيش، لكنه وجد المزيد من النجاح كرجل دولة، وسافر إلى إسبانيا لمواصلة تعليمه والبحث عن اللقب الذي منح اسمه له.

## روابط خارجية
- بوليفار على موقع IMDb (الإنجليزية)
- بوليفار على موقع نتفليكس (الإنجليزية)
- بوليفار على موقع فيلمافينيتي (الإسبانية)
- بوليفار على موقع كينوبويسك (الروسية)
- بوليفار على موقع قاعدة بيانات الفيلم (الإنجليزية)